# Kastuļina
Kastuļina is een plaats in het zuidoosten van Letland.
Sinds de herindeling van 2009 valt de plaats onder de gemeente Aglona.

## Landgemeente
Tot juli 2009 was Kastuļina een landgemeente (Kastuļinas pagasta) in het district Krāslava. De landgemeente telt 1056 inwoners. Tot de landgemeente behoorden de volgende nederzettingen:
| - Aleksandrovka - Arendovka - Barovka - Bergofa - Blaževiči - Deņeva - Dubuļi - Dunski - Foļvarka - Geraņimova - Guta - Hmilovka - Jaunokra - Jegorova - Kalna Butkāni - Karelova - Kastuļina | - Kauškaļi - Konovalova - Koškina - Kručiņiški - Kumalāni - Ladiškina - Leitaniški - Lejas Butkāni - Leonoviči - Makuši - Murančiki - Muša - Novinki - Novosjolki - Ogurecka - Priežmale - Protiriha | - Pustoški - Ratnīki - Reiniki - Reļenki - Ribački - Roviņi - Siliški - Sirotka - Sopuški - Stanoviški - Ubogova - Vortņiki - Zahariški - Zilais Akmens |